# Eugen Merkle
Eugen Merkle (Lebensdaten unbekannt) war ein Anfang des 20. Jahrhunderts aktiver deutscher Fußballspieler.

## Karriere
Merkle gehörte von 1902 bis 1909 dem FC Stuttgarter Kickers als Rechtsaußen an, für den er in den vom Verband Süddeutscher Fußball-Vereine organisierten Meisterschaften im Bezirk Württemberg, ab der Folgesaison im Gau Schwaben in der jeweils regional höchsten Spielklasse Punktspiele bestritt. Während seiner Vereinszugehörigkeit gewann er mit der Mannschaft acht regionale Meisterschaften, darunter die Süddeutsche Meisterschaft in seiner vorletzten Saison für den Verein. Mit diesem Erfolg war er als Teilnehmer an der Endrunde um die Deutsche Meisterschaft qualifiziert. Mit der Mannschaft erreichte er das am 7. Juni 1908 in Berlin angesetzte Finale gegen den BTuFC Viktoria 89, nachdem er alle drei Endrundenspiele und das mit 5:2 gewonnene Wiederholungsspiel gegen den Freiburger FC – die Begegnung zuvor wurde annulliert – bestritten hatte; dabei gelang ihm mit dem Treffer zum Endstand in der 87. Minute sein einziges Tor. Das Finale auf dem Germania-Platz vor 4.000 Zuschauern wurde mit 1:3 verloren.

## Erfolge
- Finalist Deutsche Meisterschaft 1908
- Süddeutscher Meister 1908
- Südkreismeister 1908
- Schwäbischer Meister 1904, 1905, 1906, 1907, 1908
- Württembergischer Meister 1903